# Dignala
Dignala là một thị trấn thống kê (census town) của quận Barddhaman thuộc bang Tây Bengal, Ấn Độ.

## Nhân khẩu
Theo điều tra dân số năm 2001 của Ấn Độ, Dignala có dân số 12.510 người. Phái nam chiếm 54% tổng số dân và phái nữ chiếm 46%. Dignala có tỷ lệ 78% biết đọc biết viết, cao hơn tỷ lệ trung bình toàn quốc là 59,5%: tỷ lệ cho phái nam là 85%, và tỷ lệ cho phái nữ là 70%. Tại Dignala, 9% dân số nhỏ hơn 6 tuổi.